# Divji kostanj
Rod divji kostanj (znanstveno ime Aesculus) obsega 20 do 25 vrst listavcev in grmov, ki rastejo v zmernem pasu severne poloble; od tega jih 7 do 10 izvira iz Severne Amerike, 13 do 15 pa iz Evrazije. Tradicionalno jih uvrščamo v lastno enorodovno družino Hippocastanaceae, genetski podatki pa kažejo, da je to družino skupaj z družino javorovk (Aceraceae) bolje vključiti v družino sapindovk (Sapindaceae). Po podatkih, ki jih imamo na razpolago, so tako Aceraceae kot Hippocastanaceae (divjekostanjevke) monofiletske, zato jih lahko obravnavamo ločeno od družine Sapindaceae; tu gre predvsem za taksonomski slog.
Rastline rodu Aesculus so lesnate rastline višine od 4 do 35 metrov (odvisno od vrste) in imajo:
- krepke poganjke s smolnatimi, pogosto lepljivimi, popki;
- nasprotno ležeče, dlanasto razdeljene liste, ki so pogosto zelo veliki (pri vrsti Aesculus turbinata do 65 cm) in
- razkošne z žuželkami opraševane cvetove z enim samim štiri ali petdelnim cvetnim listom (pravzaprav gre za štiri ali pet na bazi združenih listov). Cvetenje se začne po okrog 80 do 110 dneh s temperaturo za rast. Obel in sočen plod svetlečega rjavega do črnorjavega videza in s premerom od 2-5 cm leži v zeleni ali rjavi ježici, navadno en sam, lahko pa tudi dva, pri čemer sta na eni strani sploščena. Mesto, kjer je kostanj pritrjen na ježico, označuje velika krožna belkasta brazgotina. Ježica je pokrita z mehkimi bodicami ali pa je brez njih. Ko se razcepi v tri dele, plod iz nje izpade.

Najpogostejša vrsta rodu je navadni divji kostanj (Aesculus hippocastanum), ki izvira iz Balkana, ga pa sedaj v zmernih legah gojijo po vsem svetu. Med manjšimi vrstami je zanimiv drobnocvetni divji kostanj (Aesculus parviflora), ki se uporablja v okrasne namene. Ustvarjenih je bilo tudi več hibridov, predvsem mesnati kostanj (A. x carnea), ki je hibrid med A. hippocastanum (navadni divji kostanj) in A. pavia (rdečecvetni divji kostanj).

## Rastišče
Divji kostanj je sicer doma v Grčiji in v Bolgariji, vendar so ga nasadili po skoraj vsej Evropi po drevoredih, parkih in gozdovih. V Sloveniji raste kultivirano in podivjano. Najdemo ga po parkih, ob cestah in gozdovih.

## Sestavine in učinkovine
Listi in skorja vsebujejo: kumarinske glikizoide, flavonolne glikizoide, rutin, čreslovine itd. Plodovi pa saponine (escin), flavonoide, čreslovine, kumarinske glikozide, maščobno olje, beljakovine, škrob, itd.